# أندرياس إنجل
أندرياس إنجل هو أحيائي سويسري، ولد في 6 أكتوبر 1943 في برن في سويسرا.